# دختری فریاد میکشد
دختری فریاد می‌کشد فیلمی به کارگردانی و نویسندگی خسرو پرویزی محصول سال ۱۳۴۰ است.

## داستان
مصطفی خان ایلچی (تروس) تصمیم دارد برای نجات از ورشکستگی دخترش مریم را به ازدواج مرد پیر متمولی درآورد. مریم، با اندوه، خانهٔ پدری را ترک می‌کند و در خیابان پس از این که سوسول و تپل مزاحم او می‌شوند جوان کشتی‌گیری به نام شریف سر می‌رسد و مریم را به خانه نزد مادر خود می‌برد. مصطفی خان گم شدن دخترش را در روزنامه اعلان می‌کند، و سوسول و تپل با این ترفند که نشانی مریم را می‌دانند از او اخاذی می‌کنند. مادر شریف با دیدن عکس مریم در روزنامه از او می‌خواهد که خانهٔ آن‌ها را ترک کند. مریم پس از ترک خانه در قهوه‌خانه ای با دختر نابینائی رو به رو می‌شود و گردن بند و لباس‌های خود را به او می‌بخشد. دختر نابینا بر اثر سقوط در رودخانه کشته می‌شود و در روزنامه‌ها خبری درج می‌شود که مریم خودکشی کرده است. شریف با جعفر، رانندهٔ مصطفی خان، به جست و جوی مریم می‌روند، و او را در روستایی می‌یابند. شریف در مسابقه ای بر حریف ایتالیایی خود آلبرتو پیروز می‌شود و مصطفی خان او و دخترش را روی تشک کشتی در آغوش می‌گیرد.

## بازیگران
- محمدعلی فردین
- نارملا
- منصور سپهرنیا
- توروس
- همایون
- عباس مصدق
- پرخیده
- فخری مرادی
- صباحی
- محسن میلانی
- مقدم
- وزیری
- جلال پیشواییان